# Lebdeska
Lebdeska, skovanka iz "lebdeča deska", ali tudi flyboard je priprava, ki deluje podobno, kot vodni raketni nahrbtnik. Sestavljena je iz posebne deske, na katero so vpeti lebdeskarski čevlji. Lebdeska je povezana z dolgo tlačno cevjo na vodni skuter ali drugo črpalko, ki potiska vodo skozi šobe na lebdeski in ustvarja potisk, s katerim se lahko lebdeskar požene do 15m visko v zrak in se z glavo naprej potaplja v vodo.
Za uporabo je potrebna seznanitev z nekaterimi pravili uporabe, potreben je rešilni jopič in priporočljiva čelada, Tudi sama lebdeska je plovna.

## Zgodovina
Lebdesko je izumil leta 2011 Francoz, Franky Zapata. Skozi niz preizkusov je izpopolnjeval zasnovo priprave, ki bi omogočala izplutje iz vode in uravnoteženost v zraku, kar je patentiral tudi na francoskem  Institut national de la propriété industrielle (INPI). 
Izdelek je bil prvič predstavljen na Svetovnem prvenstvu vodnih skuterjev na Kitajskem leta 2012 in zanimanje za ta adrenalinski šport se je hitro razširilo po vsem svetu.
Tako je prvo Svetovno prvenstvo v lebdeskanju potekalo v Dohi, Katar, oktobra 2012, naslednje leto novembra 2013 in decembra 2014, kjer je že bilo razdeljeno v kategorije moški, ženske in veterani.